# Agnes Charlotte Gude

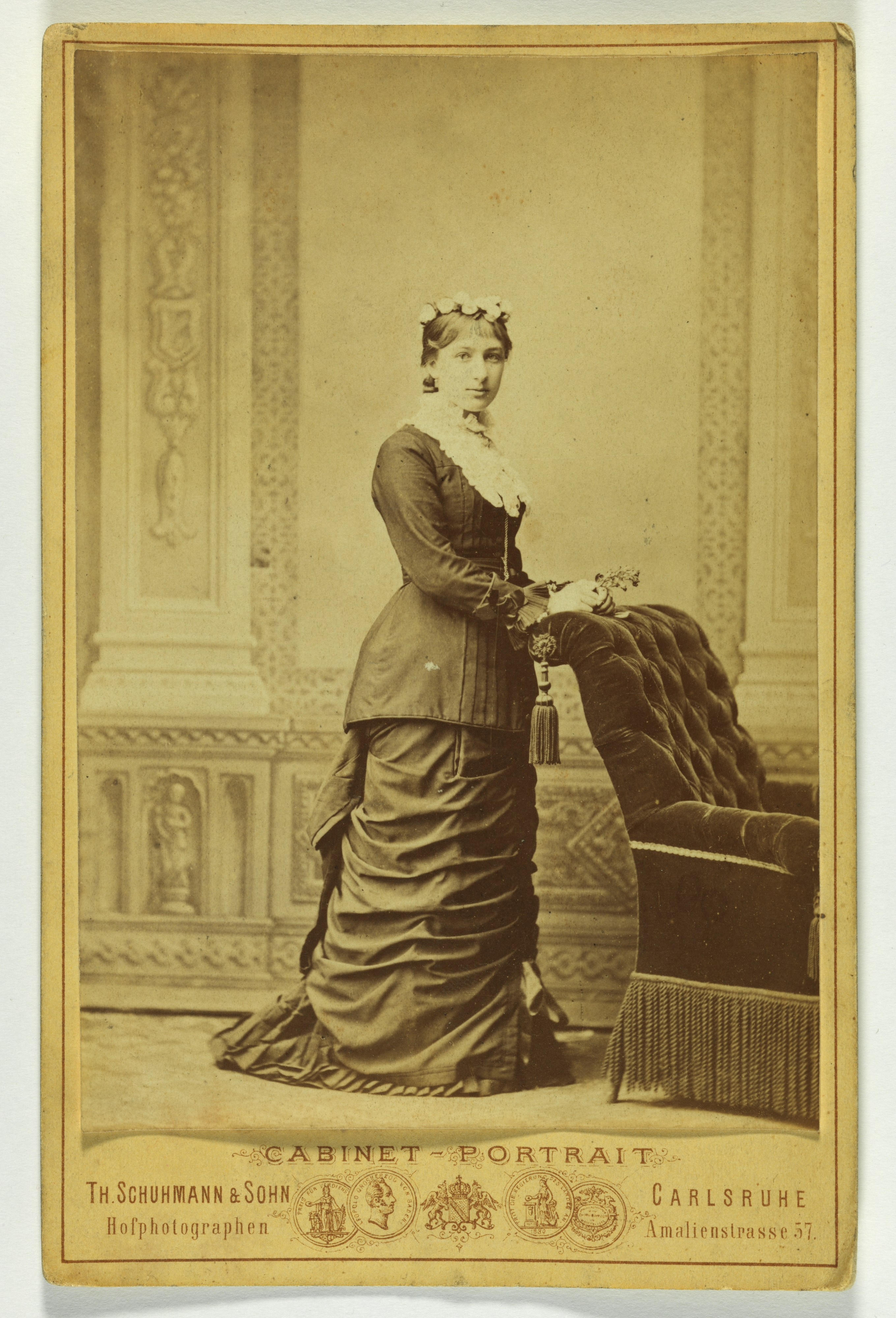
Agnes Charlotte Gude (1877)

Agnes Charlotte Anna Gude (* 1. Februar 1863 in Llanrwst, Denbighshire, Vereinigtes Königreich; † 11. Juli 1929 in Oslo, Norwegen) war eine norwegische Zeichnerin und Illustratorin.

## Wirken
Agnes Gude erhielt eine sehr gute Ausbildung im Malen. Werke von ihr werden in der norwegischen Nationalgalerie ausgestellt. Jedoch sind nur wenige ihrer Werke bekannt. Sie illustrierte die Gedichtsammlung Alte und neue Kinder-Lieder und Reime von Mathilde Wesendonck, die 1890 in Berlin publiziert wurde. Zwölf ihrer Aquarelle für dieses Buch wurden auf der ersten Großen Berliner Kunstausstellung 1893 gezeigt. Die vom Jugendstil beeinflussten Darstellungen gehörten zur „Prachtausgabe“ des Kinderbuchs und gingen in das Eigentum der Auftraggeberin Wesendonck über.

## Familie
Gudes Eltern waren der Maler Hans Gude (1825–1903) und Betsy Charlotte Juliane geb. Anker (1830–1912). Sie war von 1885 bis 1895 mit dem deutschen Maler Richard Scholz (1860–1939) verheiratet. Sie bekam zwischen 1886 und 1888 drei Kinder. Ihre Tochter Betsy Gude Agnus (1887–1979) wurde ebenfalls Künstlerin. Zu Gudes Geschwistern gehörten der Diplomat Ove Gude (1853–1910), der Maler Nils Gude (1859–1908) und die Malerin Sigrid Gude, verheiratet mit dem Bildhauer Otto Lessing (1846–1912). Ingeborg Gude und Betsy Schirmer, zwei Töchter ihrer Brüder, waren gleichfalls künstlerisch tätig. Die Familie Gude stammte aus Rendsburg.

## Werke (Auswahl)
- Alte und neue Kinder-Lieder und Reime. Gesammelt und gedichtet von Mathilde Wesendonck. Mit 15 Bildern und Initialen von A. Gude-Scholz. Walter Zimmermann, Berlin 1890.